# Gesikträsket
Gesikträsket är en sjö i Sorsele kommun i Lappland och ingår i Umeälvens huvudavrinningsområde. Sjön har en area på 0,166 kvadratkilometer och ligger 352,3 meter över havet. Gesikträsket ligger i Vindelälven Natura 2000-område.

## Delavrinningsområde
Gesikträsket ingår i det delavrinningsområde (725617-157664) som SMHI kallar för Mynnar i Stensundselet. Medelhöjden är 358 meter över havet och ytan är 5,42 kvadratkilometer. Räknas de 2 avrinningsområdena uppströms in blir den ackumulerade arean 50,9 kvadratkilometer. Måskebäcken som avvattnar avrinningsområdet har biflödesordning 3, vilket innebär att vattnet flödar genom totalt 3 vattendrag innan det når havet efter 296 kilometer. Avrinningsområdet består mestadels av skog (82 procent). Avrinningsområdet har 0,51 kvadratkilometer vattenytor vilket ger det en sjöprocent på 9,3 procent.